# Bariumphosphat
Bariumphosphat (genauer: Bariumorthophosphat) ist das Bariumsalz der Phosphorsäure.

## Herstellung
Bariumorthophosphat kann aus Bariumhydrogenphosphat hergestellt werden, das zunächst durch Erhitzen auf 900 °C zu Bariumdiphosphat umgewandelt wird. Dieses reagiert mit Bariumcarbonat unter Abspaltung von Kohlendioxid zu Bariumorthophosphat.
{\displaystyle \mathrm {2\ BaHPO_{4}\ {\xrightarrow {900^{o}C}}\ Ba_{2}P_{2}O_{7}+H_{2}O\uparrow } }
{\displaystyle \mathrm {Ba_{2}P_{2}O_{7}+BaCO_{3}\ {\xrightarrow {1300^{o}C}}\ Ba_{3}(PO_{4})_{2}+CO_{2}\uparrow } }
Es entsteht auch bei der Reaktion von Natriumphosphat mit Bariumchlorid.
{\displaystyle \mathrm {3\ BaCl_{2}+2\ Na_{3}PO_{4}\ \longrightarrow \ Ba_{3}(PO_{4})_{2}+6\ NaCl} }
Ferner wurde die Reaktion von Dinatriumhydrogenphosphat mit Bariumchlorid in Gegenwart von Ammoniak beschrieben.
{\displaystyle \mathrm {3\ BaCl_{2}+2\ Na_{2}HPO_{4}+2\ NH_{3}\ \longrightarrow } }
{\displaystyle \mathrm {Ba_{3}(PO_{4})_{2}+4\ NaCl+2\ NH_{4}Cl} }

## Eigenschaften
Bariumorthophosphat existiert in zwei unterschiedlichen Kristallstrukturen. Der Phasenübergang findet bei 1360 °C statt. Unter dem Umwandlungspunkt kristallisiert es im trigonalen Kristallsystem in der Raumgruppe R3m (Raumgruppen-Nr. 160) mit den Gitterparametern a = 7,696 Å und α = 42,58°. In der Elementarzelle befindet sich eine Formeleinheit. Die Kristalle sind isomorph zu Strontiumphosphat.

## Verwendung
Bariumorthophosphat wird als Rohstoff zur Herstellung von Spezialglas (z. B. Uviolglas) und als Trübungsmittel für Glas verwendet.